# Stromboli-type eruptie

Diagram van een Stromboli-type eruptie
1. Aspluim
2. Lapilli
3. Lavafontein
4. Vulkanische asregen
5. Vulkanische bom
6. Lavastroom
7. Lagen van lava en as
8. Bedding
9. Sill
10. Magmakanaal
11. Magmakamer
12. Dike

Een Stromboliaanse eruptie of Stromboliaanse uitbarsting is een patroon van vulkaanuitbarstingen dat gekenmerkt wordt door regelmatige, kleine erupties van pyroclasten. Dit eruptiepatroon is genoemd naar de Italiaanse vulkaan de Stromboli, die een van de Eolische eilanden ten noorden van Sicilië vormt.
Stromboliaanse vulkanen hebben frequent kleine uitbarstingen van pyroclastisch materiaal zoals sintels of tefra, maar er kan af en toe ook lava uitbarsten. De vulkaan heeft meestal de vorm van een kegel met een krater in de top.

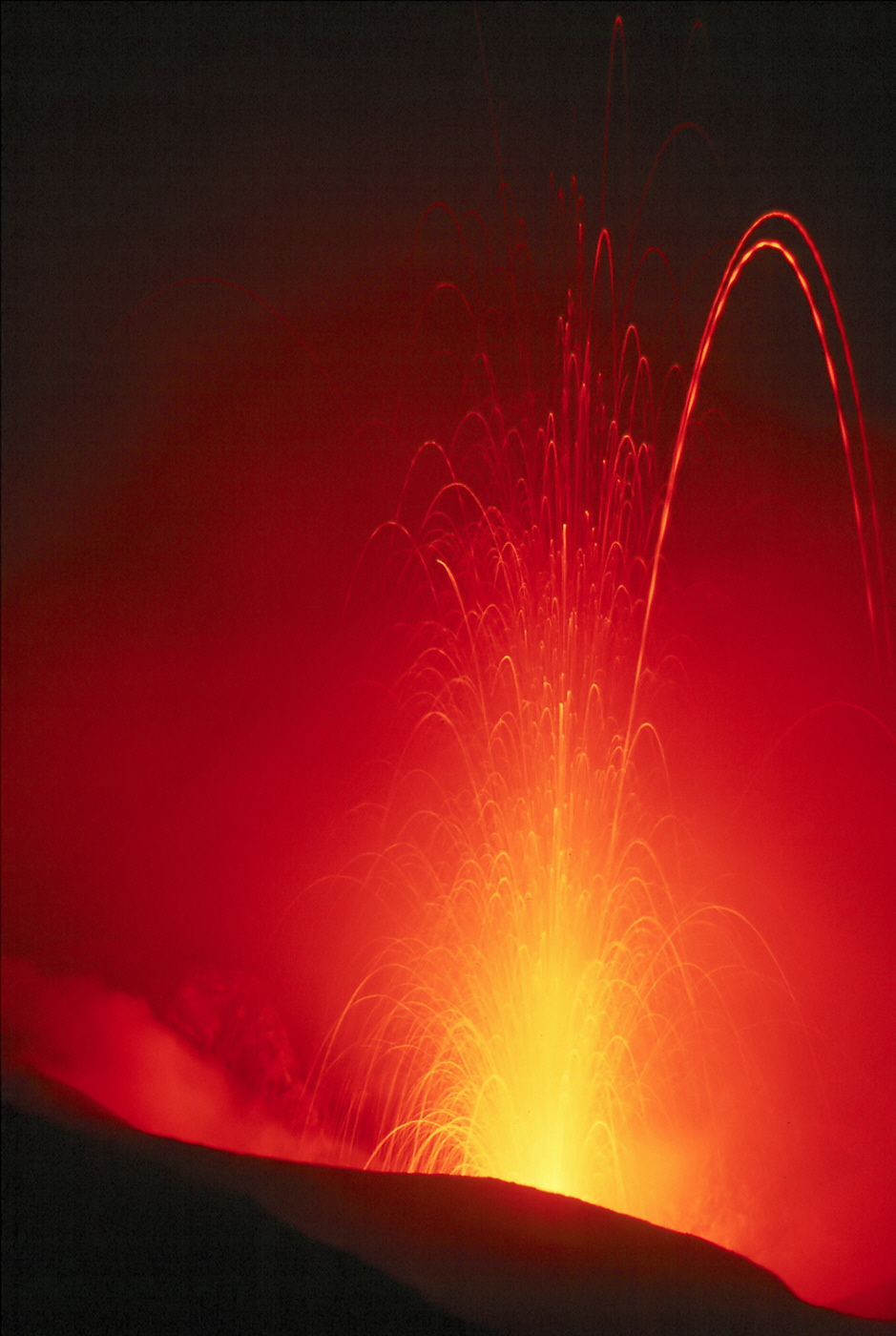
Een uitbarsting van de Stromboli